# Rechts (Italië)
Rechts (Italiaans: La Destra) is een politieke partij uit Italië. Deze rechtse partij is ontstaan uit een afsplitsing van de Nationale Alliantie onder leiding van Francesco Storace.

## De partij
La Destra is gegroeid uit de beweging D-Destra die de sociaal-rechtse stromingen binnen de Nationale Alliantie (AN) verzamelde. De afsplitsing van D-Destra was een gevolg van de politieke strategie van Gianfranco Fini, die AN stap voor stap weg leidde van uiterst-rechtse posities naar posities die Storace en zijn aanhangers als neo-centristisch beschouwden. Op 10 en 11 november 2007 vond het oprichtingscongres plaats.
De partij nam voor het eerst deel aan de parlementsverkiezingen in 2008, in alliantie met Sociale Beweging - Driekleurige Vlam, met Daniela Santanchè als kandidaat-premier. De alliantie behaalde 2,43 % van de stemmen. Voor de Europese verkiezingen van 2009 ging Rechts naar de kiezer als onderdeel van het kartel "Pool van de Autonomie" (Polo dell'Autonomia), samen met de Beweging voor de Autonomieën, de Partij van de Gepensioneerden en de Alliantie van het Centrum. Het kartel verzamelde 2,22 % van de stemmen.
Op 5 februari 2011 stelde de Italiaanse premier Silvio Berlusconi een regeringscoalitie met Rechts voor om het verlies van zijn voormalige bondgenoot Gianfranco Fini te compenseren. De partij zei haar steun toe aan de regering in ruil voor een post van staatssecretaris die aan Nello Musumeci toekwam. Voor de verkiezingen van 2013 heeft Rechts een alliantie gesloten met het Volk van de Vrijheid; bij de gelijktijdige regionale verkiezingen in Latium was Francesco Storace kandidaat-president.